# یان د نایس
یان د نایس (هلندی: Jan de Nijs؛ زادهٔ ۲۵ ژانویهٔ ۱۹۵۸) دوچرخه‌سوار اهل هلند است.
وی در مسابقات کشوری و بین‌المللی در مجموع برندهٔ ۱ مدال طلا شده‌است.